# Cricula luzonica
Cricula luzonica is een vlinder uit de familie nachtpauwogen (Saturniidae), onderfamilie Saturniinae.
De wetenschappelijke naam van de soort is voor het eerst geldig gepubliceerd door Jordan in 1909.